# Conte Bathurst
Conte di Bathurst è un titolo nobiliare inglese nella Parìa di Gran Bretagna.

## Storia
Il titolo venne creato nel 1772 per Allen Bathurst, I barone Bathurst che fu un famoso politico ed oppositore di Sir Robert Walpole. Egli fu inoltre noto paesaggista sperimentando nuove forme di giardino a Cirencester House, nel Gloucestershire. Sessant'anni prima di essere creato conte, nel 1712, aveva già ricevuto il titolo di Barone Bathurst, di Battlesden nella contea di Bedford. Bathurst era figlio di sir Benjamin Bathurst, Cofferer of the Household e governatore della British East India Company, e di sua moglie Frances, figlia di Sir Allen Apsley. Sposò sua cugina Catherine Apsley, figlia dello zio materno sir Peter Apsley, nel 1704.
Questi venne succeduto dal figlio secondogenito, primo dei sopravvissuti, il II conte, il quale fu un noto avvocato e politico della sua epoca. Nel 1771, quattro anni prima della morte del padre, questi venne elevato alla parìa di Gran Bretagna col titolo di Barone Apsley, nella contea del Sussex. Egli quindi prestò servizio come Lord Gran Cancelliere sino al 1778 e poi fu Lord Presidente del Consiglio. Bathurst fece costruire Apsley House a Londra,che poi divenne sede del Duca di Wellington. Il figlio primogenito Henry, il III conte, fu un noto politico, prestò servizio come President of the Board of Trade, Foreign Secretary, Segretario di Stato per la guerra e le colonie e Lord Presidente del Consiglio. Diede il nome a Bathurst, capitale del Gambia, oggi chiamata Banjul, ed anche alla città australiana di Bathurst nel Nuovo Galles del Sud, prima città non costiera del paese ad essere fondata.
Suo figlio, il IV conte, rappresentò Weobley e Cirencester nella Camera dei Comuni nelle file dei Tory. Non si sposò mai e venne succeduto alla sua morte da suo fratello minore, il V conte. Questi fu membro del parlamento per Weobly, morendo anch'egli senza figli e venne succeduto da suo nipote, il VI conte. Questi era figlio del tenente colonnello Thomas Seymour Bathurst, terzo figlio del III conte. Lord Bathurst rappresentò Cirencester al parlamento nelle file dei Conservatori.
Alla sua morte i titoli passarono al figlio primogenito, il VII conte, il quale per diversi anni fu proprietario della testata giornalistica del Morning Post. Il figlio primogenito di lord Bathurs e suo erede apparente Allen Bathurst, lord Apsley, fu membro del parlamento per Southampton e Bristol Central. Nel 1942 venne ucciso nella Seconda guerra mondiale, precedendo il padre di un anno. Sua moglie Viola Bathurst, lady Apsley, gli succedette come membro del parlamento per Bristol Central. Lord Bathurst venne succeduto da suo nipote, l'VIII conte, che ricoprì incarichi politici sotto il governo di Harold Macmillan come Lord-in-Waiting dal 1957 al 1961 e Sottosegretario di Stato per l'Home Department dal 1961 al 1962. Attualmente i titoli appartengono a suo figlio, il IX conte, al quale è succeduto nel 2011.
Tra gli altri membri notabili della famiglia citiamo l'ammiraglio Sir Benjamin Bathurst, First Sea Lord dal 1993 al 1995, e nipote di Benjamin Bathurst, membro del parlamento per Cirencester, terzo figlio del VI conte. Benjamin Bathurst, figlio minore del II conte, fu un diplomatico e divenne noto per la sua improvvisa sparizione nel 1809. Il politico Charles Bathurst (nato Charles Bragge e che cambiò il proprio cognome nel 1804), era figlio di Anne Bathurst, nipote di sir Benjamin Bathurst, fratello minore del I conte Bathurst. Questi fu inoltre antenato di Charles Bathurst, I visconte Bledisloe.
La sede di famiglia è Cirencester House, presso Cirencester, nel Gloucestershire.

## Conti Bathurst (1772)
- Allen Bathurst, I conte Bathurst (1684–1775)
- Henry Bathurst, II conte Bathurst (1714–1794) (creato Lord Apsley nel 1771)
- Henry Bathurst, III conte Bathurst (1762–1834)
- Henry George Bathurst, IV conte Bathurst (1790–1866)
- William Lennox Bathurst, V conte Bathurst (1791–1878)
- Allen Alexander Bathurst, VI conte Bathurst (1832–1892)
- Seymour Henry Bathurst, VII conte Bathurst (1864–1943)
- Henry Allen John Bathurst, VIII conte Bathurst (1927–2011)
- Allen Christopher Bertram Bathurst, IX conte Bathurst (n. 1961)

L'erede apparente è il figlio dell'attuale conte, Benjamin George Henry Bathurst, lord Apsley (n. 1990).